# Arcossó
Arcossó era una freguesia portuguesa del municipio de Chaves, distrito de Vila Real.

## Geografía
Situada en el extremo suroccidental del municipio, a orillas del río Támega y en la cumbre de un cerro, Arcossó dista 22 km de la ciudad de Chaves y limita con los municipios de Vila Pouca de Aguiar y Boticas. 

## Historia
Hasta 1925 su territorio incluía el de la freguesia de Vidago, segregada ese año.
Fue suprimida el 28 de enero de 2013, en aplicación de una resolución de la Asamblea de la República portuguesa promulgada el 16 de enero de 2013 al unirse con las freguesias de Selhariz, ‘'Vidago y Vilarinho das Paranheiras, formando la nueva freguesia de Vidago.

## Economía
Aquejada por un notable descenso demográfico a lo largo del siglo XX (llegó a tener 1.572 habitantes en el censo de 1.921), Arcossó es una freguesia eminentemente rural, cuya principal actividad económica es la vitivinícola. 